# 库龙韦诺斯塔
库龙韦诺斯塔（義大利語：Curon Venosta），是意大利波尔扎诺自治省的一个市镇。总面积210平方公里，人口2449人，人口密度11.7人/平方公里（2009年）。ISTAT代码为021027。